# Ciclo di Lucky Starr
Il ciclo di Lucky Starr è una serie di sei romanzi di fantascienza scritti da Isaac Asimov tra il 1952 e il 1958 con lo pseudonimo di Paul French. Si tratta di juveniles, opere destinate alla fruizione adolescenziale che si discostano per stile e struttura (ma non per intenti) dalla canonica produzione asimoviana.

## Titoli
Il ciclo di Lucky Starr è composto da 6 libri:
- Lucky Starr, il vagabondo dello spazio (1952)
- Lucky Starr e i pirati degli asteroidi (1954)
- Lucky Starr e gli oceani di Venere (1954)
- Lucky Starr e il grande sole di Mercurio (1956)
- Lucky Starr e le lune di Giove (1957)
- Lucky Starr e gli anelli di Saturno (1958)

I romanzi in Italia sono stati pubblicati ed attualmente sono reperibili dalla Arnoldo Mondadori Editore.

## Il protagonista
Sebbene il suo vero nome sia David Starr (e tale compare nel titolo della prima opera originale, David Starr, Space Ranger), l'eroe della serie viene poi soprannominato Lucky per la sua fortuna (il termine lucky si traduce in italiano fortunato). L'origine del nome viene spiegata da Asimov nella sua autobiografia: «Desideravo per il mio eroe un cognome che suonasse fantascientifico, e così trovai Starr (traducibile come "sterra", storpiatura di stella). Mia moglie aspettava un bambino che, se fosse stato maschio, avevamo già deciso di chiamare David [e così sarà, N.d.R]. Così il mio eroe fu David Starr».
David "Lucky" Starr è un giovane scienziato che lavora per il Consiglio della Scienza, un organo di grande potenza al di fuori delle leggi governative. È figlio di un consigliere, Lawrence, morto nello spazio con la moglie in un attacco pirata al quale solo il piccolo David sopravvive, e viene allevato in pratica da altri due consiglieri amici del defunto, Gus Henree e Hector Conway, quest'ultimo addirittura divenuto Consigliere Capo all'epoca delle storie. Le sue avventure lo portano ad indagare su strane vicende su tutti i mondi del sistema solare, coadiuvato dall'amico Bigman.

## Ambientazione
Tutti i sei romanzi sono ambientati in un futuro in cui la Terra ha colonizzato, oltre a Venere, Marte, e più limitatamente Mercurio e vari asteroidi e satelliti dei pianeti maggiori, numerosi sistemi planetari di altre stelle, colonie che hanno poi raggiunto l'indipendenza ("senza la guerra", come si precisa in uno dei romanzi). Tra queste, quella di Sirio è la più forte, aggressiva e ostile alla Terra, che viene comunque vista con diffidenza anche dalle altre ex colonie.
Il Consiglio della Scienza, di cui fa parte Lucky Starr, è composto da individui con alte capacità tecnico-scientifiche, e fra le altre funzioni svolge quella di intelligence contro minacce di varia natura. Benché privo di prerogative governative ufficiali, risulta essere molto influente e rispettato, e i suoi membri hanno ampia libertà d'azione.

## Origini della serie
Il ciclo di Lucky Starr nacque inizialmente come soggetto per la televisione. In quei tempi (era il 1951) un'emittente radiofonica trasmetteva con successo una serie dal titolo The Lone Ranger, ed Asimov e la casa editrice Doubleday intuirono che una serie televisiva sulla scia del successo di quella radiofonica avrebbe attirato grandi ascolti. Quando Asimov iniziò dunque la stesura dei romanzi, che sarebbero stati comunque pubblicati prima che usati come sceneggiature televisive, il progetto era quello di creare una serie TV sul personaggio di Lucky Starr. Il progetto fu messo da parte dopo essere stato anticipato da uno simile, un telefilm a puntate per ragazzi intitolato Rocky Jones, Space Ranger, e dopo che i serial TV iniziarono a mostrare di non essere né troppo longevi né troppo economicamente convenienti.

## Romanzi per ragazzi con formula asimoviana
Pur essendo storie scritte quando neanche la Luna era stata conquistata, Asimov ha dimostrato in questi romanzi una notevole capacità nel rendere "credibili" le sue evoluzioni letterarie extraterrestri, dote che emerge anche in ognuno di questi volumi, ognuno ambientato su un diverso pianeta del sistema solare. Asimov vi introdusse concetti astronomici che corrispondevano alle conoscenze scientifiche del tempo. Nelle prefazioni alle ristampe degli anni seguenti, Asimov mise in chiaro che nessuno degli scenari da lui costruiti nei romanzi fosse scientificamente plausibile. Benché lo stile da romanzo d'avventura non sia tipico di Asimov, la struttura della vicenda poliziesca è inconfondibilmente la stessa adottata poi nei successivi romanzi giallo-fantascientifici della serie dei robot. La serie fu scritta inoltre agli inizi della Guerra fredda, quando molti scienziati, ingegneri e studiosi statunitensi erano ormai convinti che gli Stati Uniti avrebbero fallito nella ricerca scientifica rispetto al blocco sovietico (e negli anni 1957 e seguenti ne avrebbero avuto la conferma con l'immissione in orbita degli Sputnik da parte dell'Unione Sovietica). Per tale motivo, in questi romanzi Asimov non rinuncia ad invogliare al massimo i giovani all'interesse per la scienza e l'astronomia, cosa che farà a livello più professionale per tutto il decennio 1960, scrivendo libri di divulgazione scientifica.